# Grand Prix de Voleibol de 2011
O Grand Prix de Voleibol de 2011 foi a 19ª edição do torneio anual de voleibol feminino organizado pela Federação Internacional de Voleibol (FIVB).
Disputada pela primeira vez por dezesseis seleções em duas fases, foi realizado entre os dias 5 e 28 de agosto. A fase final foi realizada no Domo dos Jogos da Ásia Oriental em Macau, com as sete equipes melhores classificadas na fase preliminar mais o país-sede.
Pela segunda edição consecutiva, o torneio foi conquistado pelos Estados Unidos (quatro títulos no total) ao vencer o Brasil na final por 3 sets a 0.

## Equipes participantes
Pela primeira vez em 19 edições, foram distribuídas dessezeis vagas para o torneio.
Entre 17 e 24 de setembro de 2010 foram disputadas as vagas europeias através do Torneio Qualificatório para o Grand Prix em Cagliari, Itália. Ainda na Europa, a Sérvia se qualificou como campeã da Liga Europeia de 2010.
A Copa Pan-Americana, disputada em Tijuana, no México classificou cinco seleções entre equipes da NORCECA e da CSV. Na Ásia duas equipes se classificaram através da Copa Asiática realizada em Taicang. Brasil, China, Japão e Polônia receberam convites da FIVB.
A décima sexta vaga foi decidida num playoff de dois jogos entre a melhor seleção africana, a Argélia, contra a quinta equipe asiática, o Cazaquistão. O Cazaquistão venceu o confronto com duas vitórias em solo argelino.
| Europa (CEV)                                  | América (NORCECA/CSV)                                                    | Ásia (AVC)                                              |
| --------------------------------------------- | ------------------------------------------------------------------------ | ------------------------------------------------------- |
| Itália · Alemanha · Rússia · Polônia · Sérvia | Brasil · República Dominicana · Estados Unidos · Peru · Argentina · Cuba | Tailândia · Coreia do Sul · China · Japão · Cazaquistão |

## Calendário
| Data                              | Local/Equipes                                                       | Local/Equipes                                                 | Local/Equipes                                               | Local/Equipes                                                      |
| --------------------------------- | ------------------------------------------------------------------- | ------------------------------------------------------------- | ----------------------------------------------------------- | ------------------------------------------------------------------ |
| Primeira semana: 5–7 de agosto    | Grupo A · Bydgoszcz Polônia · Itália · Rep. Dominicana · Argentina  | Grupo B · Nakhon Pathom Tailândia · Cuba · Peru · Rússia      | Grupo C · Busan Coreia do Sul · Brasil · Japão · Alemanha · | Grupo D · Luohe China · Estados Unidos · Sérvia · Cazaquistão      |
| Segunda semana: 12–14 de agosto   | Grupo E · Zielona Góra Polônia · Cuba · Coreia do Sul · Argentina   | Grupo F · Almaty Cazaquistão · Itália · Brasil · Tailândia    | Grupo G · Quanzhou China · Rússia · Alemanha · Peru ·       | Grupo H · Komaki Japão · Estados Unidos · Sérvia · Rep. Dominicana |
| Terceira semana: 19–21 de agosto  | Grupo I · Hong Kong China · Polônia · Rep. Dominicana · Cazaquistão | Grupo J · Hong Kong Estados Unidos · Itália · Alemanha · Peru | Grupo K · Bangkok Tailândia · Cuba · Brasil · Argentina     | Grupo L · Tóquio Japão · Rússia · Sérvia · Coreia do Sul           |
| Fase final: 24–28 de agosto Macau |                                                                     |                                                               |                                                             |                                                                    |

## Primeira fase
Na primeira fase as dezesseis equipes disputaram nove partidas em três semanas divididas em grupos de quatro equipes cada. As sete equipes mais bem colocadas na classificação geral se classificaram à fase final. A China tinha vaga garantida na fase final por sediar o evento, totalizando oito equipes classificadas.

### Grupo A (Bydgoszcz)
|     |                      |     | Jogos | Jogos | Jogos | Pontos | Pontos | Pontos | Sets | Sets | Sets  |
| Pos | Equipe               | Pts | T     | V     | D     | V      | P      | R      | V    | P    | R     |
| --- | -------------------- | --- | ----- | ----- | ----- | ------ | ------ | ------ | ---- | ---- | ----- |
| 1   | Itália               | 9   | 3     | 3     | 0     | 292    | 233    | 1.253  | 9    | 3    | 3,000 |
| 2   | Polônia              | 4   | 3     | 1     | 2     | 257    | 269    | 0.955  | 6    | 6    | 1,000 |
| 3   | República Dominicana | 3   | 3     | 1     | 2     | 293    | 312    | 0.939  | 6    | 8    | 0.750 |
| 4   | Argentina            | 2   | 3     | 1     | 2     | 247    | 275    | 0.898  | 4    | 8    | 0.500 |

| 5 de agosto 16:40 (UTC+2) Relatório | Polônia | 3 – 0                         | Argentina  | Łuczniczka, Bydgoszcz Público: 2 900 Árbitro(s): TUN Boudaya e POR Sobral |
| 5 de agosto 16:40 (UTC+2) Relatório | 25 –    | Set 1 Set 2 Set 3 Set 4 Set 5 | 20 17 22 – | Łuczniczka, Bydgoszcz Público: 2 900 Árbitro(s): TUN Boudaya e POR Sobral |

| 5 de agosto 19:10 (UTC+2) Relatório | Itália     | 3 – 1                         | República Dominicana | Łuczniczka, Bydgoszcz Público: 800 Árbitro(s): CHN Wang e UKR Batyuk |
| 5 de agosto 19:10 (UTC+2) Relatório | 25 22 25 – | Set 1 Set 2 Set 3 Set 4 Set 5 | 18 25 18 17 –        | Łuczniczka, Bydgoszcz Público: 800 Árbitro(s): CHN Wang e UKR Batyuk |

| 6 de agosto 15:40 (UTC+2) Relatório | Polônia        | 2 – 3                         | República Dominicana | Łuczniczka, Bydgoszcz Público: 3 500 Árbitro(s): POR Sobral e CHN Wang |
| 6 de agosto 15:40 (UTC+2) Relatório | 25 17 24 25 16 | Set 1 Set 2 Set 3 Set 4 Set 5 | 21 25 26 23 18       | Łuczniczka, Bydgoszcz Público: 3 500 Árbitro(s): POR Sobral e CHN Wang |

| 6 de agosto 19:05 (UTC+2) Relatório | Itália     | 3 – 1                         | Argentina     | Łuczniczka, Bydgoszcz Público: 700 Árbitro(s): UKR Batyuk e TUN Boudaya |
| 6 de agosto 19:05 (UTC+2) Relatório | 25 23 25 – | Set 1 Set 2 Set 3 Set 4 Set 5 | 17 25 20 18 – | Łuczniczka, Bydgoszcz Público: 700 Árbitro(s): UKR Batyuk e TUN Boudaya |

| 7 de agosto 15:40 (UTC+2) Relatório | Polônia       | 1 – 3                         | Itália        | Łuczniczka, Bydgoszcz Público: 5 000 Árbitro(s): TUN Boudaya e UKR Batyuk |
| 7 de agosto 15:40 (UTC+2) Relatório | 12 25 24 14 – | Set 1 Set 2 Set 3 Set 4 Set 5 | 25 21 26 25 – | Łuczniczka, Bydgoszcz Público: 5 000 Árbitro(s): TUN Boudaya e UKR Batyuk |

| 7 de agosto 18:20 (UTC+2) Relatório | República Dominicana | 2 – 3                         | Argentina   | Łuczniczka, Bydgoszcz Público: 700 Árbitro(s): CHN Wang e POR Sobral |
| 7 de agosto 18:20 (UTC+2) Relatório | 25 22 19 25 11       | Set 1 Set 2 Set 3 Set 4 Set 5 | 20 25 23 15 | Łuczniczka, Bydgoszcz Público: 700 Árbitro(s): CHN Wang e POR Sobral |

### Grupo B (Nakhon Pathom)
|     |           |     | Jogos | Jogos | Jogos | Pontos | Pontos | Pontos | Sets | Sets | Sets  |
| Pos | Equipe    | Pts | T     | V     | D     | V      | P      | R      | V    | P    | R     |
| --- | --------- | --- | ----- | ----- | ----- | ------ | ------ | ------ | ---- | ---- | ----- |
| 1   | Rússia    | 9   | 3     | 3     | 0     | 251    | 184    | 1.364  | 9    | 1    | 9,000 |
| 2   | Tailândia | 5   | 3     | 2     | 1     | 245    | 235    | 1.043  | 6    | 5    | 1.200 |
| 3   | Cuba      | 4   | 3     | 1     | 2     | 272    | 272    | 1,000  | 6    | 6    | 1,000 |
| 4   | Peru      | 0   | 3     | 0     | 3     | 149    | 226    | 0.659  | 0    | 9    | 0,000 |

| 5 de agosto 15:10 (UTC+7) Relatório | Rússia  | 3 – 1                         | Cuba          | Ginásio Nakhon Pathom, Nakhon Pathom Público: 3 000 Árbitro(s): GRE Georgouleas e GER Kraft |
| 5 de agosto 15:10 (UTC+7) Relatório | 24 25 – | Set 1 Set 2 Set 3 Set 4 Set 5 | 26 18 23 20 – | Ginásio Nakhon Pathom, Nakhon Pathom Público: 3 000 Árbitro(s): GRE Georgouleas e GER Kraft |

| 5 de agosto 17:40 (UTC+7) Relatório | Tailândia | 3 – 0                         | Peru       | Ginásio Nakhon Pathom, Nakhon Pathom Público: 3 850 Árbitro(s): ISR Nijim e HKG Chung |
| 5 de agosto 17:40 (UTC+7) Relatório | 25 –      | Set 1 Set 2 Set 3 Set 4 Set 5 | 20 13 16 – | Ginásio Nakhon Pathom, Nakhon Pathom Público: 3 850 Árbitro(s): ISR Nijim e HKG Chung |

| 6 de agosto 15:10 (UTC+7) Relatório | Peru      | 0 – 3                         | Rússia | Ginásio Nakhon Pathom, Nakhon Pathom Público: 3 200 Árbitro(s): GER Kraft e ISR Nijim |
| 6 de agosto 15:10 (UTC+7) Relatório | 12 9 14 – | Set 1 Set 2 Set 3 Set 4 Set 5 | 25 –   | Ginásio Nakhon Pathom, Nakhon Pathom Público: 3 200 Árbitro(s): GER Kraft e ISR Nijim |

| 6 de agosto 17:40 (UTC+7) Relatório | Cuba        | 2 – 3                         | Tailândia      | Ginásio Nakhon Pathom, Nakhon Pathom Público: 4 400 Árbitro(s): HKG Chung e GRE Georgouleas |
| 6 de agosto 17:40 (UTC+7) Relatório | 25 26 23 10 | Set 1 Set 2 Set 3 Set 4 Set 5 | 23 17 28 25 15 | Ginásio Nakhon Pathom, Nakhon Pathom Público: 4 400 Árbitro(s): HKG Chung e GRE Georgouleas |

| 7 de agosto 15:10 (UTC+7) Relatório | Peru       | 0 – 3                         | Cuba    | Ginásio Nakhon Pathom, Nakhon Pathom Público: 3 500 Árbitro(s): ISR Nijim e HKG Chung |
| 7 de agosto 15:10 (UTC+7) Relatório | 24 19 22 – | Set 1 Set 2 Set 3 Set 4 Set 5 | 26 25 – | Ginásio Nakhon Pathom, Nakhon Pathom Público: 3 500 Árbitro(s): ISR Nijim e HKG Chung |

| 7 de agosto 17:40 (UTC+7) Relatório | Rússia  | 3 – 0                         | Tailândia  | Ginásio Nakhon Pathom, Nakhon Pathom Público: 4 600 Árbitro(s): GRE Georgouleas e GER Kraft |
| 7 de agosto 17:40 (UTC+7) Relatório | 25 27 – | Set 1 Set 2 Set 3 Set 4 Set 5 | 18 19 25 – | Ginásio Nakhon Pathom, Nakhon Pathom Público: 4 600 Árbitro(s): GRE Georgouleas e GER Kraft |

### Grupo C (Busan)
|     |               |     | Jogos | Jogos | Jogos | Pontos | Pontos | Pontos | Sets | Sets | Sets  |
| Pos | Equipe        | Pts | T     | V     | D     | V      | P      | R      | V    | P    | R     |
| --- | ------------- | --- | ----- | ----- | ----- | ------ | ------ | ------ | ---- | ---- | ----- |
| 1   | Brasil        | 9   | 3     | 3     | 0     | 248    | 198    | 1.253  | 9    | 1    | 9,000 |
| 2   | Japão         | 6   | 3     | 2     | 1     | 205    | 192    | 1.068  | 6    | 3    | 2,000 |
| 3   | Coreia do Sul | 3   | 3     | 1     | 2     | 217    | 233    | 0.931  | 3    | 7    | 0.429 |
| 4   | Alemanha      | 0   | 3     | 0     | 3     | 221    | 268    | 0.825  | 2    | 9    | 0.222 |

| 5 de agosto 14:10 (UTC+9) Relatório | Brasil | 3 – 0                         | Japão      | Sajik Indoor Gymnasium, Busan Público: 1 230 Árbitro(s): KUW Al-Muaili e DOM Ramírez |
| 5 de agosto 14:10 (UTC+9) Relatório | 25 –   | Set 1 Set 2 Set 3 Set 4 Set 5 | 18 16 21 – | Sajik Indoor Gymnasium, Busan Público: 1 230 Árbitro(s): KUW Al-Muaili e DOM Ramírez |

| 5 de agosto 16:40 (UTC+9) Relatório | Coreia do Sul | 3 – 1                         | Alemanha   | Sajik Indoor Gymnasium, Busan Público: 1 810 Árbitro(s): USA Blalock e TPE Hung |
| 5 de agosto 16:40 (UTC+9) Relatório | 25 20 25 –    | Set 1 Set 2 Set 3 Set 4 Set 5 | 19 25 20 – | Sajik Indoor Gymnasium, Busan Público: 1 810 Árbitro(s): USA Blalock e TPE Hung |

| 6 de agosto 14:10 (UTC+9) Relatório | Coreia do Sul | 0 – 3                         | Japão | Sajik Indoor Gymnasium, Busan Público: 4 250 Árbitro(s): DOM Ramírez e USA Blalock |
| 6 de agosto 14:10 (UTC+9) Relatório | 20 21 22 –    | Set 1 Set 2 Set 3 Set 4 Set 5 | 25 –  | Sajik Indoor Gymnasium, Busan Público: 4 250 Árbitro(s): DOM Ramírez e USA Blalock |

| 6 de agosto 16:40 (UTC+9) Relatório | Brasil     | 3 – 1                         | Alemanha      | Sajik Indoor Gymnasium, Busan Público: 1 230 Árbitro(s): TPE Hung e KUW Al-Muaili |
| 6 de agosto 16:40 (UTC+9) Relatório | 25 23 25 – | Set 1 Set 2 Set 3 Set 4 Set 5 | 21 25 15 23 – | Sajik Indoor Gymnasium, Busan Público: 1 230 Árbitro(s): TPE Hung e KUW Al-Muaili |

| 7 de agosto 14:10 (UTC+9) Relatório | Coreia do Sul | 0 – 3                         | Brasil | Sajik Indoor Gymnasium, Busan Público: 2 090 Árbitro(s): DOM Ramírez e TPE Hung |
| 7 de agosto 14:10 (UTC+9) Relatório | 17 20 22 –    | Set 1 Set 2 Set 3 Set 4 Set 5 | 25 –   | Sajik Indoor Gymnasium, Busan Público: 2 090 Árbitro(s): DOM Ramírez e TPE Hung |

| 7 de agosto 16:40 (UTC+9) Relatório | Japão | 3 – 0                         | Alemanha   | Sajik Indoor Gymnasium, Busan Público: 950 Árbitro(s): KUW Al-Muaili e USA Blalock |
| 7 de agosto 16:40 (UTC+9) Relatório | 25 –  | Set 1 Set 2 Set 3 Set 4 Set 5 | 22 13 19 – | Sajik Indoor Gymnasium, Busan Público: 950 Árbitro(s): KUW Al-Muaili e USA Blalock |

### Grupo D (Luohe)
|     |                |     | Jogos | Jogos | Jogos | Pontos | Pontos | Pontos | Sets | Sets | Sets  |
| Pos | Equipe         | Pts | T     | V     | D     | V      | P      | R      | V    | P    | R     |
| --- | -------------- | --- | ----- | ----- | ----- | ------ | ------ | ------ | ---- | ---- | ----- |
| 1   | Estados Unidos | 8   | 3     | 3     | 0     | 258    | 202    | 1.277  | 9    | 2    | 4.500 |
| 2   | Sérvia         | 7   | 3     | 2     | 1     | 274    | 249    | 1.100  | 8    | 4    | 2,000 |
| 3   | China          | 3   | 3     | 1     | 2     | 213    | 230    | 0.926  | 4    | 6    | 0.667 |
| 4   | Cazaquistão    | 0   | 3     | 0     | 3     | 161    | 225    | 0.716  | 0    | 9    | 0,000 |

| 5 de agosto 16:00 (UTC+8) Relatório | Sérvia      | 2 – 3                         | Estados Unidos | Luohe Sports Center, Luohe |
| 5 de agosto 16:00 (UTC+8) Relatório | 22 19 25 10 | Set 1 Set 2 Set 3 Set 4 Set 5 | 25 23 20 15    | Luohe Sports Center, Luohe |

| 5 de agosto 19:30 (UTC+8) Relatório | China | 3 – 0                         | Cazaquistão | Luohe Sports Center, Luohe Público: 4 260 Árbitro(s): ROU Niculescu e QAT Mahmoud |
| 5 de agosto 19:30 (UTC+8) Relatório | 25 –  | Set 1 Set 2 Set 3 Set 4 Set 5 | 18 23 16 –  | Luohe Sports Center, Luohe Público: 4 260 Árbitro(s): ROU Niculescu e QAT Mahmoud |

| 6 de agosto 16:10 (UTC+8) Relatório | Cazaquistão | 0 – 3                         | Estados Unidos | Luohe Sports Center, Luohe Público: 3 860 Árbitro(s): QAT Mahmoud e CMR Kamdoum |
| 6 de agosto 16:10 (UTC+8) Relatório | 15 21 12 –  | Set 1 Set 2 Set 3 Set 4 Set 5 | 25 –           | Luohe Sports Center, Luohe Público: 3 860 Árbitro(s): QAT Mahmoud e CMR Kamdoum |

| 6 de agosto 19:40 (UTC+8) Relatório | China         | 1 – 3                         | Sérvia     | Luohe Sports Center, Luohe Público: 4 480 Árbitro(s): KOR Sang e ROU Niculescu |
| 6 de agosto 19:40 (UTC+8) Relatório | 21 25 21 18 – | Set 1 Set 2 Set 3 Set 4 Set 5 | 25 23 25 – | Luohe Sports Center, Luohe Público: 4 480 Árbitro(s): KOR Sang e ROU Niculescu |

| 7 de agosto 16:10 (UTC+8) Relatório | China      | 0 – 3                         | Estados Unidos | Luohe Sports Center, Luohe Público: 4 580 Árbitro(s): ROU Niculescu e KOR Sang |
| 7 de agosto 16:10 (UTC+8) Relatório | 20 17 16 – | Set 1 Set 2 Set 3 Set 4 Set 5 | 25 –           | Luohe Sports Center, Luohe Público: 4 580 Árbitro(s): ROU Niculescu e KOR Sang |

| 7 de agosto 19:40 (UTC+8) Relatório | Sérvia | 3 – 0                         | Cazaquistão | Luohe Sports Center, Luohe Público: 4 490 Árbitro(s): CMR Kamdoum e QAT Mahmoud |
| 7 de agosto 19:40 (UTC+8) Relatório | 25 –   | Set 1 Set 2 Set 3 Set 4 Set 5 | 19 15 22 –  | Luohe Sports Center, Luohe Público: 4 490 Árbitro(s): CMR Kamdoum e QAT Mahmoud |

### Grupo E (Zielona Góra)
|     |               |     | Jogos | Jogos | Jogos | Pontos | Pontos | Pontos | Sets | Sets | Sets  |
| Pos | Equipe        | Pts | T     | V     | D     | V      | P      | R      | V    | P    | R     |
| --- | ------------- | --- | ----- | ----- | ----- | ------ | ------ | ------ | ---- | ---- | ----- |
| 1   | Coreia do Sul | 8   | 3     | 3     | 0     | 264    | 230    | 1.148  | 9    | 2    | 4.500 |
| 2   | Polônia       | 6   | 3     | 2     | 1     | 249    | 228    | 1.092  | 6    | 4    | 1.500 |
| 3   | Argentina     | 2   | 3     | 1     | 2     | 223    | 251    | 0.888  | 3    | 8    | 0.375 |
| 4   | Cuba          | 2   | 3     | 0     | 3     | 277    | 304    | 0.911  | 5    | 9    | 0.556 |

| 12 de agosto 16:40 (UTC+2) Relatório | Polônia | 3 – 0                         | Argentina | Hala Sportowo Widowiskowa, Zielona Góra Público: 4 200 Árbitro(s): HUN Ujhazi e GRE Georgouleas |
| 12 de agosto 16:40 (UTC+2) Relatório | 25 –    | Set 1 Set 2 Set 3 Set 4 Set 5 | 20 23 –   | Hala Sportowo Widowiskowa, Zielona Góra Público: 4 200 Árbitro(s): HUN Ujhazi e GRE Georgouleas |

| 12 de agosto 19:10 (UTC+2) Relatório | Cuba           | 2 – 3                         | Coreia do Sul | Hala Sportowo Widowiskowa, Zielona Góra Público: 1 100 Árbitro(s): ITA Sobrero e AUS Nguyen |
| 12 de agosto 19:10 (UTC+2) Relatório | 25 16 17 25 12 | Set 1 Set 2 Set 3 Set 4 Set 5 | 17 25 23 15   | Hala Sportowo Widowiskowa, Zielona Góra Público: 1 100 Árbitro(s): ITA Sobrero e AUS Nguyen |

| 13 de agosto 15:40 (UTC+2) Relatório | Polônia    | 0 – 3                         | Coreia do Sul | Hala Sportowo Widowiskowa, Zielona Góra Público: 4 850 Árbitro(s): GRE Georgouleas e ITA Sobrero |
| 13 de agosto 15:40 (UTC+2) Relatório | 21 32 23 – | Set 1 Set 2 Set 3 Set 4 Set 5 | 25 34 25 –    | Hala Sportowo Widowiskowa, Zielona Góra Público: 4 850 Árbitro(s): GRE Georgouleas e ITA Sobrero |

| 13 de agosto 18:10 (UTC+2) Relatório | Cuba        | 2 – 3                         | Argentina      | Hala Sportowo Widowiskowa, Zielona Góra Público: 1 350 Árbitro(s): AUS Nguyen e HUN Ujhazi |
| 13 de agosto 18:10 (UTC+2) Relatório | 19 25 18 14 | Set 1 Set 2 Set 3 Set 4 Set 5 | 25 15 20 25 16 | Hala Sportowo Widowiskowa, Zielona Góra Público: 1 350 Árbitro(s): AUS Nguyen e HUN Ujhazi |

| 14 de agosto 15:40 (UTC+2) Relatório | Polônia    | 3 – 1                         | Cuba          | Hala Sportowo Widowiskowa, Zielona Góra Público: 4 500 Árbitro(s): ITA Sobrero e AUS Nguyen |
| 14 de agosto 15:40 (UTC+2) Relatório | 25 23 25 – | Set 1 Set 2 Set 3 Set 4 Set 5 | 15 21 25 20 – | Hala Sportowo Widowiskowa, Zielona Góra Público: 4 500 Árbitro(s): ITA Sobrero e AUS Nguyen |

| 14 de agosto 18:30 (UTC+2) Relatório | Coreia do Sul | 3 – 0                         | Argentina  | Hala Sportowo Widowiskowa, Zielona Góra Público: 1 200 Árbitro(s): HUN Ujhazi e GRE Georgouleas |
| 14 de agosto 18:30 (UTC+2) Relatório | 25 –          | Set 1 Set 2 Set 3 Set 4 Set 5 | 22 16 21 – | Hala Sportowo Widowiskowa, Zielona Góra Público: 1 200 Árbitro(s): HUN Ujhazi e GRE Georgouleas |

### Grupo F (Almaty)
|     |             |     | Jogos | Jogos | Jogos | Pontos | Pontos | Pontos | Sets | Sets | Sets  |
| Pos | Equipe      | Pts | T     | V     | D     | V      | P      | R      | V    | P    | R     |
| --- | ----------- | --- | ----- | ----- | ----- | ------ | ------ | ------ | ---- | ---- | ----- |
| 1   | Brasil      | 9   | 3     | 3     | 0     | 249    | 192    | 1.297  | 9    | 1    | 9,000 |
| 2   | Itália      | 4   | 3     | 2     | 1     | 302    | 298    | 1.013  | 7    | 7    | 1,000 |
| 3   | Tailândia   | 4   | 3     | 1     | 2     | 231    | 251    | 0.920  | 5    | 6    | 0.833 |
| 4   | Cazaquistão | 1   | 3     | 0     | 3     | 219    | 260    | 0.842  | 2    | 9    | 0.222 |

| 12 de agosto 15:25 (UTC+6) Relatório | Cazaquistão | 2 – 3                         | Itália   | Baluan Sholak Sports Palace, Almaty Público: 2 500 Árbitro(s): GER Kraft e VIE Tran Viet |
| 12 de agosto 15:25 (UTC+6) Relatório | 25 18 19 12 | Set 1 Set 2 Set 3 Set 4 Set 5 | 22 25 15 | Baluan Sholak Sports Palace, Almaty Público: 2 500 Árbitro(s): GER Kraft e VIE Tran Viet |

| 12 de agosto 18:10 (UTC+6) Relatório | Tailândia  | 0 – 3                         | Brasil | Baluan Sholak Sports Palace, Almaty Público: 2 360 Árbitro(s): POR Sobral e ISR Nijim |
| 12 de agosto 18:10 (UTC+6) Relatório | 16 23 16 – | Set 1 Set 2 Set 3 Set 4 Set 5 | 25 –   | Baluan Sholak Sports Palace, Almaty Público: 2 360 Árbitro(s): POR Sobral e ISR Nijim |

| 13 de agosto 15:25 (UTC+6) Relatório | Brasil | 3 – 0                         | Cazaquistão | Baluan Sholak Sports Palace, Almaty Público: 2 644 Árbitro(s): VIE Tran Viet e POR Sobral |
| 13 de agosto 15:25 (UTC+6) Relatório | 25 –   | Set 1 Set 2 Set 3 Set 4 Set 5 | 14 18 20 –  | Baluan Sholak Sports Palace, Almaty Público: 2 644 Árbitro(s): VIE Tran Viet e POR Sobral |

| 13 de agosto 18:10 (UTC+6) Relatório | Itália      | 3 – 2                         | Tailândia      | Baluan Sholak Sports Palace, Almaty Público: 1 836 Árbitro(s): ISR Nijim e GER Kraft |
| 13 de agosto 18:10 (UTC+6) Relatório | 24 19 25 15 | Set 1 Set 2 Set 3 Set 4 Set 5 | 26 25 22 15 12 | Baluan Sholak Sports Palace, Almaty Público: 1 836 Árbitro(s): ISR Nijim e GER Kraft |

| 14 de agosto 15:25 (UTC+6) Relatório | Cazaquistão | 0 – 3                         | Tailândia | Baluan Sholak Sports Palace, Almaty Público: 3 078 Árbitro(s): GER Kraft e VIE Tran Viet |
| 14 de agosto 15:25 (UTC+6) Relatório | 24 23 21 –  | Set 1 Set 2 Set 3 Set 4 Set 5 | 26 25 –   | Baluan Sholak Sports Palace, Almaty Público: 3 078 Árbitro(s): GER Kraft e VIE Tran Viet |

| 14 de agosto 18:10 (UTC+6) Relatório | Itália     | 1 – 3                         | Brasil     | Baluan Sholak Sports Palace, Almaty Público: 2 989 Árbitro(s): POR Sobral e ISR Nijim |
| 14 de agosto 18:10 (UTC+6) Relatório | 23 26 18 – | Set 1 Set 2 Set 3 Set 4 Set 5 | 25 24 25 – | Baluan Sholak Sports Palace, Almaty Público: 2 989 Árbitro(s): POR Sobral e ISR Nijim |

### Grupo G (Quanzhou)
|     |          |     | Jogos | Jogos | Jogos | Pontos | Pontos | Pontos | Sets | Sets | Sets  |
| Pos | Equipe   | Pts | T     | V     | D     | V      | P      | R      | V    | P    | R     |
| --- | -------- | --- | ----- | ----- | ----- | ------ | ------ | ------ | ---- | ---- | ----- |
| 1   | Rússia   | 9   | 3     | 3     | 0     | 225    | 177    | 1.271  | 9    | 0    | MAX   |
| 2   | China    | 5   | 3     | 2     | 1     | 244    | 234    | 1.043  | 6    | 5    | 1.200 |
| 3   | Alemanha | 4   | 3     | 1     | 2     | 243    | 235    | 1.034  | 5    | 6    | 0.833 |
| 4   | Peru     | 0   | 3     | 0     | 3     | 159    | 225    | 0.707  | 0    | 9    | 0,000 |

| 12 de agosto 16:10 (UTC+8) Relatório | Alemanha   | 0 – 3                         | Rússia | Straits Sports Center Quanzhou, Quanzhou Público: 6 000 Árbitro(s): JPN Tsukamoto e THA Jirakakul |
| 12 de agosto 16:10 (UTC+8) Relatório | 18 19 21 – | Set 1 Set 2 Set 3 Set 4 Set 5 | 25 –   | Straits Sports Center Quanzhou, Quanzhou Público: 6 000 Árbitro(s): JPN Tsukamoto e THA Jirakakul |

| 12 de agosto 19:40 (UTC+8) Relatório | China | 3 – 0                         | Peru       | Straits Sports Center Quanzhou, Quanzhou Público: 6 200 Árbitro(s): QAT Mahmoud e HKG Chung |
| 12 de agosto 19:40 (UTC+8) Relatório | 25 –  | Set 1 Set 2 Set 3 Set 4 Set 5 | 16 20 13 – | Straits Sports Center Quanzhou, Quanzhou Público: 6 200 Árbitro(s): QAT Mahmoud e HKG Chung |

| 13 de agosto 16:10 (UTC+8) Relatório | Peru    | 0 – 3                         | Rússia | Straits Sports Center Quanzhou, Quanzhou Público: 5 400 Árbitro(s): HKG Chung e QAT Mahmoud |
| 13 de agosto 16:10 (UTC+8) Relatório | 20 17 – | Set 1 Set 2 Set 3 Set 4 Set 5 | 25 –   | Straits Sports Center Quanzhou, Quanzhou Público: 5 400 Árbitro(s): HKG Chung e QAT Mahmoud |

| 13 de agosto 19:40 (UTC+8) Relatório | China       | 3 – 2                         | Alemanha    | Straits Sports Center Quanzhou, Quanzhou Público: 6 400 Árbitro(s): THA Jirakakul e JPN Tsukamoto |
| 13 de agosto 19:40 (UTC+8) Relatório | 14 22 25 18 | Set 1 Set 2 Set 3 Set 4 Set 5 | 25 23 21 16 | Straits Sports Center Quanzhou, Quanzhou Público: 6 400 Árbitro(s): THA Jirakakul e JPN Tsukamoto |

| 14 de agosto 16:10 (UTC+8) Relatório | Peru       | 0 – 3                         | Alemanha | Straits Sports Center Quanzhou, Quanzhou Público: 6 200 Árbitro(s): QAT Mahmoud e THA Jirakakul |
| 14 de agosto 16:10 (UTC+8) Relatório | 23 15 18 – | Set 1 Set 2 Set 3 Set 4 Set 5 | 25 –     | Straits Sports Center Quanzhou, Quanzhou Público: 6 200 Árbitro(s): QAT Mahmoud e THA Jirakakul |

| 14 de agosto 19:40 (UTC+8) Relatório | China      | 0 – 3                         | Rússia | Straits Sports Center Quanzhou, Quanzhou Público: 6 500 Árbitro(s): JPN Tsukamoto e HKG Chung |
| 14 de agosto 19:40 (UTC+8) Relatório | 22 23 20 – | Set 1 Set 2 Set 3 Set 4 Set 5 | 25 –   | Straits Sports Center Quanzhou, Quanzhou Público: 6 500 Árbitro(s): JPN Tsukamoto e HKG Chung |

### Grupo H (Komaki)
|     |                      |     | Jogos | Jogos | Jogos | Pontos | Pontos | Pontos | Sets | Sets | Sets  |
| Pos | Equipe               | Pts | T     | V     | D     | V      | P      | R      | V    | P    | R     |
| --- | -------------------- | --- | ----- | ----- | ----- | ------ | ------ | ------ | ---- | ---- | ----- |
| 1   | Estados Unidos       | 6   | 3     | 2     | 1     | 225    | 200    | 1.125  | 7    | 3    | 2.333 |
| 2   | Sérvia               | 6   | 3     | 2     | 1     | 250    | 226    | 1.106  | 7    | 4    | 1.750 |
| 3   | Japão                | 6   | 3     | 2     | 1     | 245    | 249    | 0.984  | 6    | 5    | 1.200 |
| 4   | República Dominicana | 0   | 3     | 0     | 3     | 204    | 249    | 0.819  | 1    | 9    | 0.111 |

| 12 de agosto 15:10 (UTC+9) Relatório | Estados Unidos | 3 – 0                         | República Dominicana | Park Arena Komaki, Komaki Público: 4 250 Árbitro(s): CZE Zahorcova e TUN Boudaya |
| 12 de agosto 15:10 (UTC+9) Relatório | 25 –           | Set 1 Set 2 Set 3 Set 4 Set 5 | 22 10 –              | Park Arena Komaki, Komaki Público: 4 250 Árbitro(s): CZE Zahorcova e TUN Boudaya |

| 12 de agosto 18:10 (UTC+9) Relatório | Japão      | 3 – 1                         | Sérvia        | Park Arena Komaki, Komaki Público: 5 100 Árbitro(s): EGY Hafez e KUW Al-Muaili |
| 12 de agosto 18:10 (UTC+9) Relatório | 25 17 25 – | Set 1 Set 2 Set 3 Set 4 Set 5 | 16 21 25 21 – | Park Arena Komaki, Komaki Público: 5 100 Árbitro(s): EGY Hafez e KUW Al-Muaili |

| 13 de agosto 15:10 (UTC+9) Relatório | Sérvia | 3 – 0                         | República Dominicana | Park Arena Komaki, Komaki Público: 4 400 Árbitro(s): KUW Al-Muaili e CZE Zahorcova |
| 13 de agosto 15:10 (UTC+9) Relatório | 25 –   | Set 1 Set 2 Set 3 Set 4 Set 5 | 17 20 22 –           | Park Arena Komaki, Komaki Público: 4 400 Árbitro(s): KUW Al-Muaili e CZE Zahorcova |

| 13 de agosto 18:10 (UTC+9) Relatório | Japão      | 0 – 3                         | Estados Unidos | Park Arena Komaki, Komaki Público: 5 160 Árbitro(s): TUN Boudaya e EGY Hafez |
| 13 de agosto 18:10 (UTC+9) Relatório | 22 14 18 – | Set 1 Set 2 Set 3 Set 4 Set 5 | 25 –           | Park Arena Komaki, Komaki Público: 5 160 Árbitro(s): TUN Boudaya e EGY Hafez |

| 14 de agosto 13:10 (UTC+9) Relatório | Japão         | 3 – 1                         | República Dominicana | Park Arena Komaki, Komaki Público: 5 170 Árbitro(s): CZE Zahorcova e KUW Al-Muaili |
| 14 de agosto 13:10 (UTC+9) Relatório | 25 26 23 25 – | Set 1 Set 2 Set 3 Set 4 Set 5 | 22 24 25 20 –        | Park Arena Komaki, Komaki Público: 5 170 Árbitro(s): CZE Zahorcova e KUW Al-Muaili |

| 14 de agosto 15:50 (UTC+9) Relatório | Estados Unidos | 1 – 3                         | Sérvia     | Park Arena Komaki, Komaki Público: 2 900 Árbitro(s): EGY Hafez e TUN Boudaya |
| 14 de agosto 15:50 (UTC+9) Relatório | 12 25 23 15 –  | Set 1 Set 2 Set 3 Set 4 Set 5 | 25 17 25 – | Park Arena Komaki, Komaki Público: 2 900 Árbitro(s): EGY Hafez e TUN Boudaya |

### Grupo I (Hong Kong)
|     |                      |     | Jogos | Jogos | Jogos | Pontos | Pontos | Pontos | Sets | Sets | Sets  |
| Pos | Equipe               | Pts | T     | V     | D     | V      | P      | R      | V    | P    | R     |
| --- | -------------------- | --- | ----- | ----- | ----- | ------ | ------ | ------ | ---- | ---- | ----- |
| 1   | China                | 9   | 3     | 3     | 0     | 245    | 205    | 1.195  | 9    | 1    | 9,000 |
| 2   | República Dominicana | 5   | 3     | 2     | 1     | 270    | 268    | 1.007  | 6    | 6    | 1,000 |
| 3   | Polônia              | 3   | 3     | 1     | 2     | 227    | 230    | 0.987  | 4    | 6    | 0.667 |
| 4   | Cazaquistão          | 1   | 3     | 0     | 3     | 233    | 272    | 0.857  | 3    | 9    | 0.333 |

| 19 de agosto 19:10 (UTC+8) Relatório | Cazaquistão | 0 – 3                         | Polônia | Hong Kong Coliseum, Hong Kong Público: 4 942 Árbitro(s): SRB Bjelić e HKG Lee |
| 19 de agosto 19:10 (UTC+8) Relatório | 20 12 20 –  | Set 1 Set 2 Set 3 Set 4 Set 5 | 25 –    | Hong Kong Coliseum, Hong Kong Público: 4 942 Árbitro(s): SRB Bjelić e HKG Lee |

| 19 de agosto 21:40 (UTC+8) Relatório | China   | 3 – 0                         | República Dominicana | Hong Kong Coliseum, Hong Kong Público: 6 912 Árbitro(s): EGY Hafez e AUS Nguyen |
| 19 de agosto 21:40 (UTC+8) Relatório | 26 25 – | Set 1 Set 2 Set 3 Set 4 Set 5 | 24 22 18 –           | Hong Kong Coliseum, Hong Kong Público: 6 912 Árbitro(s): EGY Hafez e AUS Nguyen |

| 20 de agosto 15:10 (UTC+8) Relatório | República Dominicana | 3 – 1                         | Polônia    | Hong Kong Coliseum, Hong Kong Público: 4 032 Árbitro(s): HKG Lee e SRB Bjelić |
| 20 de agosto 15:10 (UTC+8) Relatório | 24 28 26 25 –        | Set 1 Set 2 Set 3 Set 4 Set 5 | 26 24 17 – | Hong Kong Coliseum, Hong Kong Público: 4 032 Árbitro(s): HKG Lee e SRB Bjelić |

| 20 de agosto 21:40 (UTC+8) Relatório | China      | 3 – 1                         | Cazaquistão   | Hong Kong Coliseum, Hong Kong Público: 8 693 Árbitro(s): AUS Nguyen e EGY Hafez |
| 20 de agosto 21:40 (UTC+8) Relatório | 25 19 25 – | Set 1 Set 2 Set 3 Set 4 Set 5 | 16 25 20 21 – | Hong Kong Coliseum, Hong Kong Público: 8 693 Árbitro(s): AUS Nguyen e EGY Hafez |

| 21 de agosto 17:40 (UTC+8) Relatório | República Dominicana | 3 – 2                         | Cazaquistão | Hong Kong Coliseum, Hong Kong Público: 8 228 Árbitro(s): EGY Hafez e HKG Lee |
| 21 de agosto 17:40 (UTC+8) Relatório | 15 27 21 25 15       | Set 1 Set 2 Set 3 Set 4 Set 5 | 25 15 9     | Hong Kong Coliseum, Hong Kong Público: 8 228 Árbitro(s): EGY Hafez e HKG Lee |

| 21 de agosto 20:20 (UTC+8) Relatório | China | 3 – 0                         | Polônia    | Hong Kong Coliseum, Hong Kong Público: 9 821 Árbitro(s): SRB Bjelić e AUS Nguyen |
| 21 de agosto 20:20 (UTC+8) Relatório | 25 –  | Set 1 Set 2 Set 3 Set 4 Set 5 | 20 17 22 – | Hong Kong Coliseum, Hong Kong Público: 9 821 Árbitro(s): SRB Bjelić e AUS Nguyen |

### Grupo J (Hong Kong)
|     |                |     | Jogos | Jogos | Jogos | Pontos | Pontos | Pontos | Sets | Sets | Sets  |
| Pos | Equipe         | Pts | T     | V     | D     | V      | P      | R      | V    | P    | R     |
| --- | -------------- | --- | ----- | ----- | ----- | ------ | ------ | ------ | ---- | ---- | ----- |
| 1   | Estados Unidos | 9   | 3     | 3     | 0     | 225    | 157    | 1.433  | 9    | 0    | MAX   |
| 2   | Itália         | 6   | 3     | 2     | 1     | 210    | 187    | 1.123  | 6    | 3    | 2,000 |
| 3   | Alemanha       | 3   | 3     | 1     | 2     | 206    | 226    | 0.912  | 3    | 7    | 0.429 |
| 4   | Peru           | 0   | 3     | 0     | 3     | 174    | 245    | 0.710  | 1    | 9    | 0.111 |

| 19 de agosto 13:10 (UTC+8) Relatório | Itália | 3 – 0                         | Peru       | Hong Kong Coliseum, Hong Kong Público: 3 577 Árbitro(s): UAE Al-Rousi e JPN Tano |
| 19 de agosto 13:10 (UTC+8) Relatório | 25 –   | Set 1 Set 2 Set 3 Set 4 Set 5 | 18 16 18 – | Hong Kong Coliseum, Hong Kong Público: 3 577 Árbitro(s): UAE Al-Rousi e JPN Tano |

| 19 de agosto 15:10 (UTC+8) Relatório | Estados Unidos | 3 – 0                         | Alemanha   | Hong Kong Coliseum, Hong Kong Público: 5 253 Árbitro(s): KOR Kang e POL Hojka |
| 19 de agosto 15:10 (UTC+8) Relatório | 25 –           | Set 1 Set 2 Set 3 Set 4 Set 5 | 10 18 23 – | Hong Kong Coliseum, Hong Kong Público: 5 253 Árbitro(s): KOR Kang e POL Hojka |

| 20 de agosto 13:10 (UTC+8) Relatório | Alemanha   | 3 – 1                         | Peru          | Hong Kong Coliseum, Hong Kong Público: 2 916 Árbitro(s): JPN Tano e KOR Kang |
| 20 de agosto 13:10 (UTC+8) Relatório | 25 20 25 – | Set 1 Set 2 Set 3 Set 4 Set 5 | 14 25 19 18 – | Hong Kong Coliseum, Hong Kong Público: 2 916 Árbitro(s): JPN Tano e KOR Kang |

| 20 de agosto 19:00 (UTC+8) Relatório | Estados Unidos | 3 – 0                         | Itália     | Hong Kong Coliseum, Hong Kong Público: 2 026 Árbitro(s): POL Hojka e UAE Al-Rousi |
| 20 de agosto 19:00 (UTC+8) Relatório | 25 –           | Set 1 Set 2 Set 3 Set 4 Set 5 | 23 19 18 – | Hong Kong Coliseum, Hong Kong Público: 2 026 Árbitro(s): POL Hojka e UAE Al-Rousi |

| 21 de agosto 11:00 (UTC+8) Relatório | Estados Unidos | 3 – 0                         | Peru       | Hong Kong Coliseum, Hong Kong Árbitro(s): KOR Kang e JPN Tano |
| 21 de agosto 11:00 (UTC+8) Relatório | 25 –           | Set 1 Set 2 Set 3 Set 4 Set 5 | 13 18 15 – | Hong Kong Coliseum, Hong Kong Árbitro(s): KOR Kang e JPN Tano |

| 21 de agosto 13:10 (UTC+8) Relatório | Alemanha   | 0 – 3                         | Itália | Hong Kong Coliseum, Hong Kong Público: 5 033 Árbitro(s): UAE Al-Rousi e POL Hojka |
| 21 de agosto 13:10 (UTC+8) Relatório | 15 22 23 – | Set 1 Set 2 Set 3 Set 4 Set 5 | 25 –   | Hong Kong Coliseum, Hong Kong Público: 5 033 Árbitro(s): UAE Al-Rousi e POL Hojka |

### Grupo K (Bangkok)
|     |           |     | Jogos | Jogos | Jogos | Pontos | Pontos | Pontos | Sets | Sets | Sets  |
| Pos | Equipe    | Pts | T     | V     | D     | V      | P      | R      | V    | P    | R     |
| --- | --------- | --- | ----- | ----- | ----- | ------ | ------ | ------ | ---- | ---- | ----- |
| 1   | Brasil    | 9   | 3     | 3     | 0     | 225    | 124    | 1.815  | 9    | 0    | MAX   |
| 2   | Tailândia | 6   | 3     | 2     | 1     | 219    | 207    | 1.058  | 6    | 4    | 1.500 |
| 3   | Cuba      | 3   | 3     | 1     | 2     | 199    | 238    | 0.836  | 4    | 6    | 0.667 |
| 4   | Argentina | 0   | 3     | 0     | 3     | 152    | 226    | 0.673  | 0    | 9    | 0,000 |

| 19 de agosto 14:00 (UTC+7) Relatório | Cuba       | 0 – 3                         | Brasil | Keelawes 1, Bangkok Público: 2 250 Árbitro(s): BUL Todorov e ITA Sobrero |
| 19 de agosto 14:00 (UTC+7) Relatório | 18 13 12 – | Set 1 Set 2 Set 3 Set 4 Set 5 | 25 –   | Keelawes 1, Bangkok Público: 2 250 Árbitro(s): BUL Todorov e ITA Sobrero |

| 19 de agosto 16:40 (UTC+7) Relatório | Tailândia | 3 – 0                         | Argentina  | Keelawes 1, Bangkok Público: 4 450 Árbitro(s): CZE Zahorcova e IND Ramamurthy |
| 19 de agosto 16:40 (UTC+7) Relatório | 25 –      | Set 1 Set 2 Set 3 Set 4 Set 5 | 23 15 14 – | Keelawes 1, Bangkok Público: 4 450 Árbitro(s): CZE Zahorcova e IND Ramamurthy |

| 20 de agosto 14:10 (UTC+7) Relatório | Brasil | 3 – 0                         | Argentina | Keelawes 1, Bangkok Público: 3 850 Árbitro(s): IND Ramamurthy e BUL Todorov |
| 20 de agosto 14:10 (UTC+7) Relatório | 25 –   | Set 1 Set 2 Set 3 Set 4 Set 5 | 12 15 8 – | Keelawes 1, Bangkok Público: 3 850 Árbitro(s): IND Ramamurthy e BUL Todorov |

| 20 de agosto 16:40 (UTC+7) Relatório | Cuba       | 1 – 3                         | Tailândia | Keelawes 1, Bangkok Público: 6 800 Árbitro(s): ITA Sobrero e CZE Zahorcova |
| 20 de agosto 16:40 (UTC+7) Relatório | 25 21 13 – | Set 1 Set 2 Set 3 Set 4 Set 5 | 23 25 –   | Keelawes 1, Bangkok Público: 6 800 Árbitro(s): ITA Sobrero e CZE Zahorcova |

| 21 de agosto 14:10 (UTC+7) Relatório | Argentina  | 0 – 3                         | Cuba    | Keelawes 1, Bangkok Público: 4 500 Árbitro(s): CZE Zahorcova e IND Ramamurthy |
| 21 de agosto 14:10 (UTC+7) Relatório | 24 23 18 – | Set 1 Set 2 Set 3 Set 4 Set 5 | 26 25 – | Keelawes 1, Bangkok Público: 4 500 Árbitro(s): CZE Zahorcova e IND Ramamurthy |

| 21 de agosto 16:40 (UTC+7) Relatório | Brasil | 3 – 0                         | Tailândia  | Keelawes 1, Bangkok Público: 7 000 Árbitro(s): BUL Todorov e ITA Sobrero |
| 21 de agosto 16:40 (UTC+7) Relatório | 25 –   | Set 1 Set 2 Set 3 Set 4 Set 5 | 16 12 18 – | Keelawes 1, Bangkok Público: 7 000 Árbitro(s): BUL Todorov e ITA Sobrero |

### Grupo L (Tóquio)
|     |               |     | Jogos | Jogos | Jogos | Pontos | Pontos | Pontos | Sets | Sets | Sets  |
| Pos | Equipe        | Pts | T     | V     | D     | V      | P      | R      | V    | P    | R     |
| --- | ------------- | --- | ----- | ----- | ----- | ------ | ------ | ------ | ---- | ---- | ----- |
| 1   | Sérvia        | 7   | 3     | 2     | 1     | 238    | 225    | 1.058  | 8    | 3    | 2.667 |
| 2   | Japão         | 6   | 3     | 2     | 1     | 214    | 204    | 1.049  | 6    | 3    | 2,000 |
| 3   | Rússia        | 3   | 3     | 1     | 2     | 275    | 265    | 1.038  | 5    | 8    | 0.625 |
| 4   | Coreia do Sul | 2   | 3     | 1     | 2     | 227    | 260    | 0.873  | 3    | 8    | 0.375 |

| 19 de agosto 15:10 (UTC+9) Relatório | Rússia      | 2 – 3                         | Coreia do Sul  | Ariake Coliseum, Tóquio Público: 2 400 Árbitro(s): NED Nederhoed e ESP Rodríguez |
| 19 de agosto 15:10 (UTC+9) Relatório | 22 25 23 11 | Set 1 Set 2 Set 3 Set 4 Set 5 | 25 17 20 25 15 | Ariake Coliseum, Tóquio Público: 2 400 Árbitro(s): NED Nederhoed e ESP Rodríguez |

| 19 de agosto 18:10 (UTC+9) Relatório | Japão      | 0 – 3                         | Sérvia | Ariake Coliseum, Tóquio Público: 4 500 Árbitro(s): IRI Shahmiri e MEX Macías |
| 19 de agosto 18:10 (UTC+9) Relatório | 20 22 18 – | Set 1 Set 2 Set 3 Set 4 Set 5 | 25 –   | Ariake Coliseum, Tóquio Público: 4 500 Árbitro(s): IRI Shahmiri e MEX Macías |

| 20 de agosto 15:10 (UTC+9) Relatório | Rússia         | 3 – 2                         | Sérvia     | Ariake Coliseum, Tóquio Público: 4 600 Árbitro(s): MEX Macías e IRI Shahmiri |
| 20 de agosto 15:10 (UTC+9) Relatório | 25 21 22 25 15 | Set 1 Set 2 Set 3 Set 4 Set 5 | 13 25 17 8 | Ariake Coliseum, Tóquio Público: 4 600 Árbitro(s): MEX Macías e IRI Shahmiri |

| 20 de agosto 18:10 (UTC+9) Relatório | Japão   | 3 – 0                         | Coreia do Sul | Ariake Coliseum, Tóquio Público: 10 000 Árbitro(s): ESP Rodríguez e NED Nederhoed |
| 20 de agosto 18:10 (UTC+9) Relatório | 25 29 – | Set 1 Set 2 Set 3 Set 4 Set 5 | 19 22 27 –    | Ariake Coliseum, Tóquio Público: 10 000 Árbitro(s): ESP Rodríguez e NED Nederhoed |

| 21 de agosto 15:10 (UTC+9) Relatório | Sérvia | 3 – 0                         | Coreia do Sul | Ariake Coliseum, Tóquio Público: 4 000 Árbitro(s): NED Nederhoed e IRI Shahmiri |
| 21 de agosto 15:10 (UTC+9) Relatório | 25 –   | Set 1 Set 2 Set 3 Set 4 Set 5 | 18 16 23 –    | Ariake Coliseum, Tóquio Público: 4 000 Árbitro(s): NED Nederhoed e IRI Shahmiri |

| 21 de agosto 18:10 (UTC+9) Relatório | Japão | 3 – 0                         | Rússia  | Ariake Coliseum, Tóquio Público: 7 850 Árbitro(s): ESP Rodríguez e MEX Macías |
| 21 de agosto 18:10 (UTC+9) Relatório | 25 –  | Set 1 Set 2 Set 3 Set 4 Set 5 | 23 19 – | Ariake Coliseum, Tóquio Público: 7 850 Árbitro(s): ESP Rodríguez e MEX Macías |

### Classificação geral
- Vitória por 3 sets a 0 ou 3 a 1: 3 pontos para o vencedor;
- Vitória por 3 sets a 2: 2 pontos para o vencedor e 1 ponto para o perdedor.
- Em caso de igualdade por pontos, os seguintes critérios servem como desempate: número de vitórias, média de sets e média de pontos.

|     |                      |     | Jogos | Jogos | Jogos | Pontos | Pontos | Pontos | Sets | Sets | Sets   |
| Pos | Equipe               | Pts | T     | V     | D     | V      | P      | R      | V    | P    | R      |
| --- | -------------------- | --- | ----- | ----- | ----- | ------ | ------ | ------ | ---- | ---- | ------ |
| 1   | Brasil               | 27  | 9     | 9     | 0     | 722    | 514    | 1.405  | 27   | 2    | 13.500 |
| 2   | Estados Unidos       | 23  | 9     | 8     | 1     | 708    | 559    | 1.267  | 25   | 5    | 5,000  |
| 3   | Rússia               | 21  | 9     | 7     | 2     | 751    | 626    | 1.200  | 23   | 9    | 2.556  |
| 4   | Sérvia               | 20  | 9     | 6     | 3     | 762    | 700    | 1.089  | 23   | 11   | 2.091  |
| 5   | Itália               | 19  | 9     | 7     | 2     | 804    | 718    | 1.120  | 22   | 13   | 1.692  |
| 6   | Japão                | 18  | 9     | 6     | 3     | 664    | 645    | 1.029  | 18   | 11   | 1.636  |
| 7   | China                | 17  | 9     | 6     | 3     | 702    | 669    | 1.049  | 19   | 12   | 1.583  |
| 8   | Tailândia            | 15  | 9     | 5     | 4     | 695    | 693    | 1.003  | 17   | 15   | 1.133  |
| 9   | Coreia do Sul        | 13  | 9     | 5     | 4     | 708    | 723    | 0.979  | 15   | 17   | 0.882  |
| 10  | Polônia              | 13  | 9     | 4     | 5     | 733    | 727    | 1.008  | 16   | 16   | 1,000  |
| 11  | Cuba                 | 9   | 9     | 2     | 7     | 748    | 814    | 0.919  | 15   | 21   | 0.714  |
| 12  | República Dominicana | 8   | 9     | 3     | 6     | 767    | 829    | 0.925  | 13   | 23   | 0.565  |
| 13  | Alemanha             | 7   | 9     | 2     | 7     | 670    | 729    | 0.919  | 10   | 22   | 0.455  |
| 14  | Argentina            | 4   | 9     | 2     | 7     | 622    | 752    | 0.827  | 7    | 25   | 0.280  |
| 15  | Cazaquistão          | 2   | 9     | 0     | 9     | 613    | 757    | 0.810  | 5    | 27   | 0.185  |
| 16  | Peru                 | 0   | 9     | 0     | 9     | 482    | 696    | 0.693  | 1    | 27   | 0.037  |

## Fase final
A fase final do Grand Prix de 2011 foi disputada em Macau, na China, entre os dias 24 e 28 de agosto. As oito equipes classificadas foram divididas em dois grupos de quatro, onde se classificam as semifinais as duas primeiras seleções de cada grupo.

### Grupo A
|     |           |     | Jogos | Jogos | Jogos | Pontos | Pontos | Pontos | Sets | Sets | Sets  |
| Pos | Equipe    | Pts | T     | V     | D     | V      | P      | R      | V    | P    | R     |
| --- | --------- | --- | ----- | ----- | ----- | ------ | ------ | ------ | ---- | ---- | ----- |
| 1   | Sérvia    | 8   | 3     | 3     | 0     | 281    | 252    | 1.115  | 9    | 3    | 3,000 |
| 2   | Rússia    | 6   | 3     | 2     | 1     | 259    | 234    | 1.107  | 7    | 4    | 1.750 |
| 3   | Tailândia | 3   | 3     | 1     | 2     | 246    | 250    | 0.984  | 4    | 7    | 0.571 |
| 4   | China     | 1   | 3     | 0     | 3     | 230    | 280    | 0.821  | 3    | 9    | 0.333 |

| 24 de agosto 17:10 (UTC+8) Relatório | Tailândia     | 1 – 3                         | Rússia | Domo dos Jogos da Ásia Oriental, Macau Público: 1 550 Árbitro(s): ESP Rodríguez e IRI Shahmiri |
| 24 de agosto 17:10 (UTC+8) Relatório | 18 22 27 17 – | Set 1 Set 2 Set 3 Set 4 Set 5 | 25 –   | Domo dos Jogos da Ásia Oriental, Macau Público: 1 550 Árbitro(s): ESP Rodríguez e IRI Shahmiri |

| 24 de agosto 20:10 (UTC+8) Relatório | China       | 2 – 3                         | Sérvia         | Domo dos Jogos da Ásia Oriental, Macau Público: 3 250 Árbitro(s): UAE Al-Rousi e CZE Zahorcova |
| 24 de agosto 20:10 (UTC+8) Relatório | 25 18 25 16 | Set 1 Set 2 Set 3 Set 4 Set 5 | 20 25 23 25 18 | Domo dos Jogos da Ásia Oriental, Macau Público: 3 250 Árbitro(s): UAE Al-Rousi e CZE Zahorcova |

| 25 de agosto 17:10 (UTC+8) Relatório | Rússia     | 1 – 3                         | Sérvia  | Domo dos Jogos da Ásia Oriental, Macau Público: 1 100 Árbitro(s): MEX Macías e ESP Rodríguez |
| 25 de agosto 17:10 (UTC+8) Relatório | 25 17 21 – | Set 1 Set 2 Set 3 Set 4 Set 5 | 20 25 – | Domo dos Jogos da Ásia Oriental, Macau Público: 1 100 Árbitro(s): MEX Macías e ESP Rodríguez |

| 25 de agosto 19:40 (UTC+8) Relatório | China         | 1 – 3                         | Tailândia  | Domo dos Jogos da Ásia Oriental, Macau Público: 2 300 Árbitro(s): KOR Kang e SRB Bjelić |
| 25 de agosto 19:40 (UTC+8) Relatório | 12 21 25 17 – | Set 1 Set 2 Set 3 Set 4 Set 5 | 25 19 25 – | Domo dos Jogos da Ásia Oriental, Macau Público: 2 300 Árbitro(s): KOR Kang e SRB Bjelić |

| 26 de agosto 17:10 (UTC+8) Relatório | Sérvia | 3 – 0                         | Tailândia  | Domo dos Jogos da Ásia Oriental, Macau Público: 1 860 Árbitro(s): EGY Hafez e CZE Zahorcova |
| 26 de agosto 17:10 (UTC+8) Relatório | 25 –   | Set 1 Set 2 Set 3 Set 4 Set 5 | 23 22 23 – | Domo dos Jogos da Ásia Oriental, Macau Público: 1 860 Árbitro(s): EGY Hafez e CZE Zahorcova |

| 26 de agosto 19:40 (UTC+8) Relatório | China      | 0 – 3                         | Rússia | Domo dos Jogos da Ásia Oriental, Macau Público: 2 860 Árbitro(s): SRB Bjelić e IRI Shahmiri |
| 26 de agosto 19:40 (UTC+8) Relatório | 21 11 23 – | Set 1 Set 2 Set 3 Set 4 Set 5 | 25 –   | Domo dos Jogos da Ásia Oriental, Macau Público: 2 860 Árbitro(s): SRB Bjelić e IRI Shahmiri |

### Grupo B
|     |                |     | Jogos | Jogos | Jogos | Pontos | Pontos | Pontos | Sets | Sets | Sets  |
| Pos | Equipe         | Pts | T     | V     | D     | V      | P      | R      | V    | P    | R     |
| --- | -------------- | --- | ----- | ----- | ----- | ------ | ------ | ------ | ---- | ---- | ----- |
| 1   | Brasil         | 9   | 3     | 3     | 0     | 248    | 200    | 1.240  | 9    | 1    | 9,000 |
| 2   | Estados Unidos | 5   | 3     | 2     | 1     | 273    | 261    | 1.046  | 7    | 5    | 1.400 |
| 3   | Japão          | 3   | 3     | 1     | 2     | 197    | 215    | 0.916  | 3    | 6    | 0.500 |
| 4   | Itália         | 1   | 3     | 0     | 3     | 216    | 258    | 0.837  | 2    | 9    | 0.222 |

| 24 de agosto 11:10 (UTC+8) Relatório | Japão      | 0 – 3                         | Estados Unidos | Domo dos Jogos da Ásia Oriental, Macau Público: 900 Árbitro(s): SRB Bjelić e MEX Macías |
| 24 de agosto 11:10 (UTC+8) Relatório | 22 17 23 – | Set 1 Set 2 Set 3 Set 4 Set 5 | 25 –           | Domo dos Jogos da Ásia Oriental, Macau Público: 900 Árbitro(s): SRB Bjelić e MEX Macías |

| 24 de agosto 13:40 (UTC+8) Relatório | Brasil | 3 – 0                         | Itália  | Domo dos Jogos da Ásia Oriental, Macau Público: 950 Árbitro(s): EGY Hafez e KOR Kang |
| 24 de agosto 13:40 (UTC+8) Relatório | 25 –   | Set 1 Set 2 Set 3 Set 4 Set 5 | 16 17 – | Domo dos Jogos da Ásia Oriental, Macau Público: 950 Árbitro(s): EGY Hafez e KOR Kang |

| 25 de agosto 11:10 (UTC+8) Relatório | Estados Unidos | 3 – 2                         | Itália      | Domo dos Jogos da Ásia Oriental, Macau Público: 910 Árbitro(s): CZE Zahorcova e EGY Hafez |
| 25 de agosto 11:10 (UTC+8) Relatório | 25 21 22 25 15 | Set 1 Set 2 Set 3 Set 4 Set 5 | 19 25 22 10 | Domo dos Jogos da Ásia Oriental, Macau Público: 910 Árbitro(s): CZE Zahorcova e EGY Hafez |

| 25 de agosto 13:40 (UTC+8) Relatório | Brasil | 3 – 0                         | Japão      | Domo dos Jogos da Ásia Oriental, Macau Público: 1 000 Árbitro(s): IRI Shahmiri e UAE Al-Rousi |
| 25 de agosto 13:40 (UTC+8) Relatório | 25 –   | Set 1 Set 2 Set 3 Set 4 Set 5 | 17 22 21 – | Domo dos Jogos da Ásia Oriental, Macau Público: 1 000 Árbitro(s): IRI Shahmiri e UAE Al-Rousi |

| 26 de agosto 11:10 (UTC+8) Relatório | Itália  | 0 – 3                         | Japão | Domo dos Jogos da Ásia Oriental, Macau Público: 1 280 Árbitro(s): UAE Al-Rousi e KOR Kang |
| 26 de agosto 11:10 (UTC+8) Relatório | 23 19 – | Set 1 Set 2 Set 3 Set 4 Set 5 | 25 –  | Domo dos Jogos da Ásia Oriental, Macau Público: 1 280 Árbitro(s): UAE Al-Rousi e KOR Kang |

| 26 de agosto 13:40 (UTC+8) Relatório | Brasil     | 3 – 1                         | Estados Unidos | Domo dos Jogos da Ásia Oriental, Macau Público: 1 900 Árbitro(s): ESP Rodríguez e MEX Macías |
| 26 de agosto 13:40 (UTC+8) Relatório | 22 26 25 – | Set 1 Set 2 Set 3 Set 4 Set 5 | 25 24 21 20 –  | Domo dos Jogos da Ásia Oriental, Macau Público: 1 900 Árbitro(s): ESP Rodríguez e MEX Macías |

### Disputa pelo 7º lugar
| 27 de agosto 11:10 (UTC+8) Relatório | China       | 2 – 3                         | Itália         | Domo dos Jogos da Ásia Oriental, Macau Público: 2 900 Árbitro(s): EGY Hafez e ESP Rodríguez |
| 27 de agosto 11:10 (UTC+8) Relatório | 13 25 16 10 | Set 1 Set 2 Set 3 Set 4 Set 5 | 25 14 22 25 15 | Domo dos Jogos da Ásia Oriental, Macau Público: 2 900 Árbitro(s): EGY Hafez e ESP Rodríguez |

### Disputa pelo 5º lugar
| 27 de agosto 13:40 (UTC+8) Relatório | Tailândia | 0 – 3                         | Japão | Domo dos Jogos da Ásia Oriental, Macau Público: 3 000 Árbitro(s): CZE Zahorcova e SRB Bjelić |
| 27 de agosto 13:40 (UTC+8) Relatório | 14 23 –   | Set 1 Set 2 Set 3 Set 4 Set 5 | 25 –  | Domo dos Jogos da Ásia Oriental, Macau Público: 3 000 Árbitro(s): CZE Zahorcova e SRB Bjelić |

### Semifinal
| 27 de agosto 17:10 (UTC+8) Relatório | Brasil  | 3 – 0                         | Rússia     | Domo dos Jogos da Ásia Oriental, Macau Público: 3 400 Árbitro(s): MEX Macías e UAE Al-Rousi |
| 27 de agosto 17:10 (UTC+8) Relatório | 26 25 – | Set 1 Set 2 Set 3 Set 4 Set 5 | 24 17 23 – | Domo dos Jogos da Ásia Oriental, Macau Público: 3 400 Árbitro(s): MEX Macías e UAE Al-Rousi |

| 27 de agosto 19:40 (UTC+8) Relatório | Sérvia     | 0 – 3                         | Estados Unidos | Domo dos Jogos da Ásia Oriental, Macau Público: 3 400 Árbitro(s): KOR Kang e IRI Shahmiri |
| 27 de agosto 19:40 (UTC+8) Relatório | 22 20 21 – | Set 1 Set 2 Set 3 Set 4 Set 5 | 25 –           | Domo dos Jogos da Ásia Oriental, Macau Público: 3 400 Árbitro(s): KOR Kang e IRI Shahmiri |

### Disputa pelo 3º lugar
| 28 de agosto 13:10 (UTC+8) Relatório | Sérvia | 3 – 0                         | Rússia     | Domo dos Jogos da Ásia Oriental, Macau Público: 3 200 Árbitro(s): MEX Macías e UAE Al-Rousi |
| 28 de agosto 13:10 (UTC+8) Relatório | 25 –   | Set 1 Set 2 Set 3 Set 4 Set 5 | 21 20 16 – | Domo dos Jogos da Ásia Oriental, Macau Público: 3 200 Árbitro(s): MEX Macías e UAE Al-Rousi |

### Final
| 28 de agosto 15:40 (UTC+8) Relatório | Estados Unidos | 3 – 0                         | Brasil     | Domo dos Jogos da Ásia Oriental, Macau Público: 4 580 Árbitro(s): SRB Bjelić e ESP Rodríguez |
| 28 de agosto 15:40 (UTC+8) Relatório | 26 25 –        | Set 1 Set 2 Set 3 Set 4 Set 5 | 24 20 21 – | Domo dos Jogos da Ásia Oriental, Macau Público: 4 580 Árbitro(s): SRB Bjelić e ESP Rodríguez |

## Classificação final
| Campeão | Vice-campeão | Terceiro lugar |
| Estados Unidos Kimberly Glass · Alisha Glass · Nicole Davis · Heather Bown · Lindsey Berg · Jennifer Tamas · Jordan Larson · Logan Tom · Foluke Akinradewo · Nancy Metcalf · Megan Hodge · Destinee Hooker · Tamari Myashiro | Brasil Fabiana Claudino · Danielle Lins · Paula Pequeno · Adenízia da Silva · Thaísa Menezes · Fernanda Garay · Wélissa Gonzaga · Tandara Caixeta · Natália Pereira · Sheilla Castro · Fabiana de Oliveira · Josefa Fabíola de Souza · Juciely Cristina Silva | Sérvia Milena Rašić · Maja Ognjenović · Jovana Brakočević · Nataša Krsmanović · Brižitka Molnar · Sanja Malagurski · Tijana Malesević · Ana Antonijević · Jovana Vesović · Jelena Nikolić · Nađa Ninković · Suzana Ćebić · Silvija Popović |

| 4  | Rússia               |
| 5  | Japão                |
| 6  | Tailândia            |
| 7  | Itália               |
| 8  | China                |
| 9  | Coreia do Sul        |
| 10 | Polônia              |
| 11 | Cuba                 |
| 12 | República Dominicana |
| 13 | Alemanha             |
| 14 | Argentina            |
| 15 | Cazaquistão          |
| 16 | Peru                 |

### Prêmios individuais
| MVP (Most Valuable Player) | Destinee Hooker    | Estados Unidos |
| Melhor atacante            | Milena Rašić       | Sérvia         |
| Melhor bloqueio            | Iuliia Marozova    | Rússia         |
| Melhor saque               | Thaísa Menezes     | Brasil         |
| Melhor líbero              | Victoria Kuzyakina | Rússia         |
| Melhor levantadora         | Danielle Lins      | Brasil         |
| Maior pontuadora           | Jovana Brakočević  | Sérvia         |

## Estatísticas por fundamento
| Posição | Jogadora               | Pontos |
| ------- | ---------------------- | ------ |
| 1       | SRB Jovana Brakočević  | 104    |
| 2       | USA Destinee Hooker    | 101    |
| 3       | RUS Natalya Goncharova | 92     |
| 4       | RUS Ekaterina Gamova   | 87     |
| 5       | BRA Thaísa Menezes     | 67     |

| Posição | Jogadora               | Aproveitamento (%) |
| ------- | ---------------------- | ------------------ |
| 1       | SRB Milena Rašić       | 46,46              |
| 2       | RUS Natalya Goncharova | 44,77              |
| 3       | SRB Jovana Brakočević  | 44,39              |
| 4       | USA Destinee Hooker    | 42,06              |
| 5       | RUS Ekaterina Gamova   | 38,69              |

| Posição | Jogadora               | Média de pontos por set |
| ------- | ---------------------- | ----------------------- |
| 1       | RUS Iuliia Morozova    | 0,82                    |
| 2       | BRA Thaísa Menezes     | 0,75                    |
| 3       | USA Foluke Akinradewo  | 0,72                    |
| 4       | SRB Milena Rašić       | 0,72                    |
| 5       | RUS Natalya Goncharova | 0,71                    |

| Posição | Jogadora              | Média de pontos por set |
| ------- | --------------------- | ----------------------- |
| 1       | BRA Thaísa Menezes    | 0,50                    |
| 2       | USA Logan Tom         | 0,39                    |
| 3       | USA Jordan Larson     | 0,33                    |
| 4       | SRB Sanja Malagurski  | 0,28                    |
| 5       | SRB Jovana Brakočević | 0,28                    |

| Posição | Jogadora                | Média de defesas por set |
| ------- | ----------------------- | ------------------------ |
| 1       | BRA Fabiana de Oliveira | 2,38                     |
| 2       | RUS Victoria Kuzyakina  | 2,18                     |
| 3       | SRB Jovana Brakočević   | 1,22                     |
| 4       | SRB Suzana Ćebić        | 1,17                     |
| 5       | USA Nicole Davis        | 1,11                     |

| Posição | Jogadora              | Levantamentos por set |
| ------- | --------------------- | --------------------- |
| 1       | BRA Danielle Lins     | 7,94                  |
| 2       | USA Lindsey Berg      | 6,06                  |
| 3       | SRB Maja Ognjenović   | 5,89                  |
| 4       | RUS Evgenya Startseva | 4,18                  |
| 5       | SRB Ana Antonijević   | 1,06                  |

| Posição | Jogadora               | Aproveitamento (%) |
| ------- | ---------------------- | ------------------ |
| 1       | BRA Fernanda Garay     | 54,20              |
| 2       | RUS Victoria Kuzyakina | 49,57              |
| 3       | SRB Brizitka Molnar    | 46,67              |
| 4       | USA Nicole Davis       | 41,91              |
| 5       | USA Jordan Larson      | 32,56              |

| Posição | Jogadora                | Média de recepções por set |
| ------- | ----------------------- | -------------------------- |
| 1       | RUS Victoria Kuzyakina  | 5,88                       |
| 2       | BRA Fabiana de Oliveira | 5,19                       |
| 3       | USA Nicole Davis        | 4,67                       |
| 4       | SRB Suzana Ćebić        | 2,44                       |
| 5       | SRB Silvija Popović     | 1,78                       |